# Petr Pavel
Petr Pavel (pronunție în cehă [ˈpɛtr̩ ˈpavɛl]; n. 1 noiembrie 1961, Planá⁠(d), Republica Socialistă Cehă, Cehoslovacia) este președintele Republicii Cehe. Pavel a fost președintele Comitetului militar al NATO⁠(d) din 2015 până în 2018 și șef al Statului Major General al Forțelor Armate Cehe din 2012 până în 2015, cu gradul de general.

## Educație
Pavel a absolvit gimnaziul militar din Opava. Și-a continuat studiile la Școala Militară a Forțelor Terestre din Vyškov, absolvindu-le în 1983. S-a înrolat în trupele de parașutiști ale Armatei Cehoslovace, cu gradul de plutonier. În 1985 s-a alăturat Partidului Comunist din Cehoslovacia, rămânând membru până la căderea regimului comunist din Cehoslovacia în 1989. Mai târziu Pavel a catalogat apartenența sa la partid drept o greșeală.
Pavel și-a continuat studiile militare la Academia Militară din Brno (în prezent parte componentă a Universității de Apărare) din 1988 până în 1991. După Revoluția de Catifea, a studiat la Defense Intelligence College din Bethesda, Staff College din Camberley, Royal College of Defense Studies din Londra și a absolvit King's College din Londra cu un master în relații internaționale.

## Carieră militară

### Activitatea în Forța de protecție a Națiunilor Unite
După absolvire, Pavel a lucrat în Serviciul de Informații Militare din 1991 până în 1993 și în Statul Major al Forțelor Armate Cehe.
A servit în contingentul de trupe cehoslovace al Forței de protecție a Națiunilor Unite din Bosnia. În ianuarie 1993, unitatea sa a fost trimisă să evacueze o bază militară franceză, unde soldații francezi erau asediați de trupele sârbe. Armata franceză nu a putut evacua baza din cauza infrastructurii locale și podului fiind distruse, iar armata cehă a fost trimisă să efectueze evacuarea deoarece aceasta era situată la doar 30 de kilometri de bază. Pavel a mers la bază cu 29 de soldați și 2 transportoare înarmate OT-64 SKOT.
În timpul călătoriei de două ore, unitatea lui Pavel s-a confruntat cu diverse obstacole care au încetinit operațiunea, inclusiv copaci căzuți pe un drum pe care soldații au fost nevoiți să-i îndepărteze în timp ce erau sub foc de mortier. Când unitatea a ajuns la bază, doi soldați francezi erau morți și alți câțiva răniți. În cele din urmă, 55 de soldați francezi au fost evacuați de la bază cu transportoare înarmate
Pentru acțiunile sale în timpul salvării Pavel a fost recunoscut și premiat atât în Cehia, cât și în Franța.

### Cariera de management superior

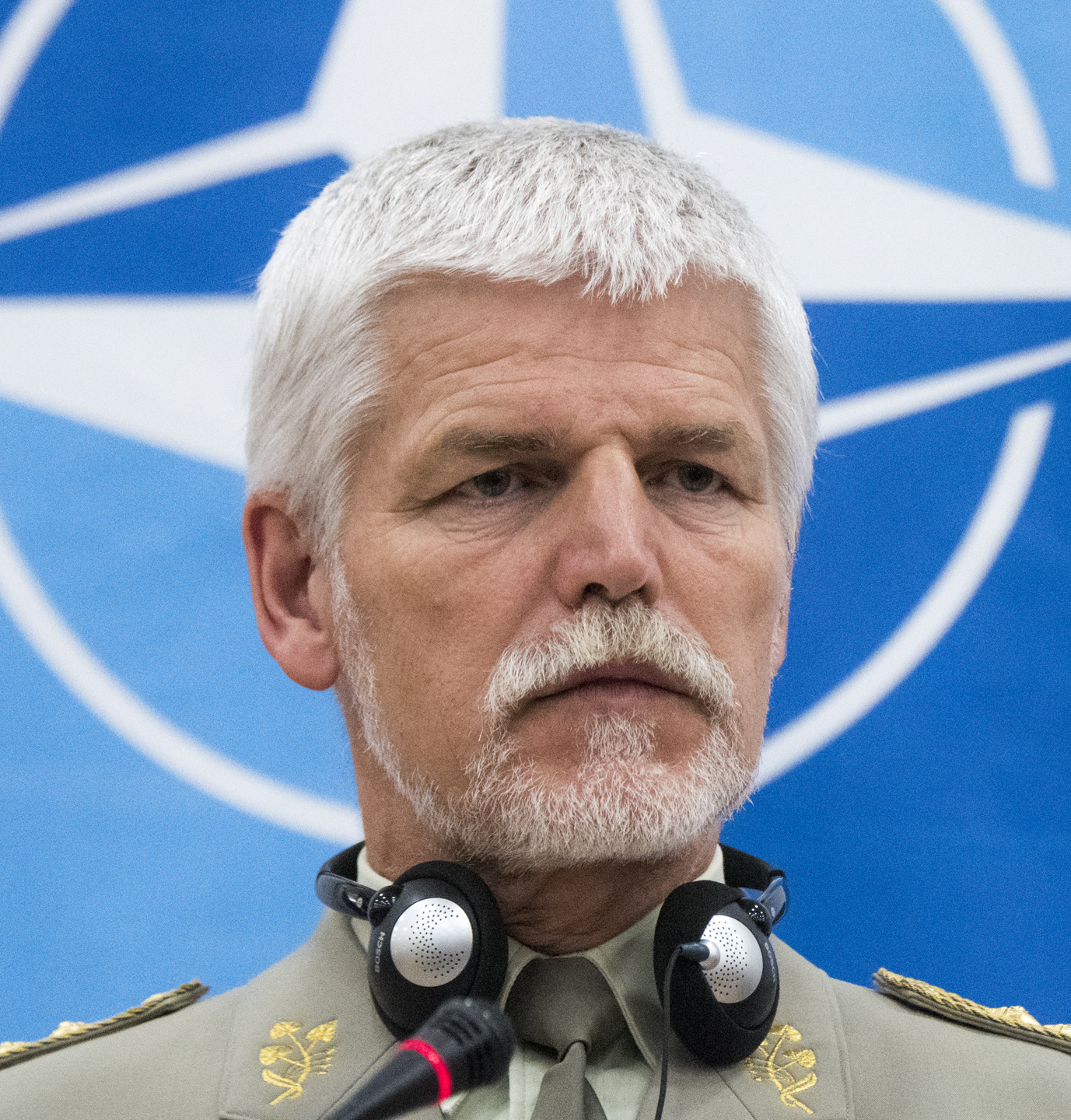
Pavel în calitate de președinte al Comitetului militar al NATO

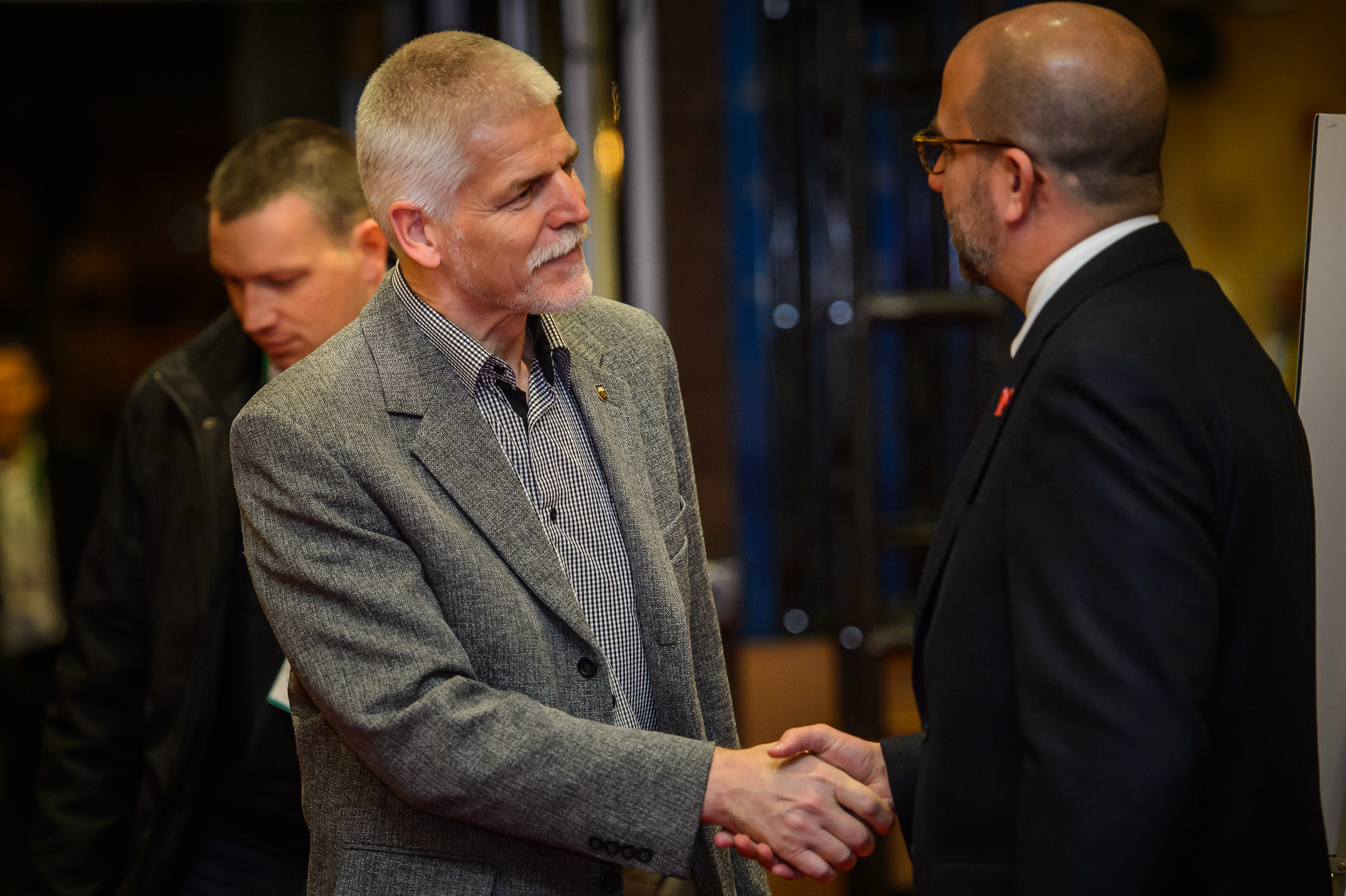
Pavel cu prim-ministrul Belgiei Charles Michel la Forumul Internațional de Securitate de la Halifax din 2015

După operațiunea din Bosnia, Pavel a servit în diferite poziții în armata cehă, inclusiv în serviciul de informații militare și diplomație. A reprezentat Republica Cehă în mai multe funcții diplomatice militare în Belgia, Olanda și Statele Unite.
Din 1993 până în 1994 a fost atașat militar adjunct al Republicii Cehe în Belgia. Din 1999 până în 2002 a fost reprezentant la sediul NATO din Brunssum. În 2003, a servit ca Reprezentant Militar Național la Comandamentul Central al Statelor Unite la sediul Operațiunii Enduring Freedom din Tampa. În timpul invaziei americane a Irakului în 2003, el a servit ca ofițer de legătură la sediul american din Qatar. În acest timp, el a avertizat că Irakul ar putea folosi arme de distrugere în masă împotriva forțelor invadatoare.
Pavel a fost numit general de brigadă în 2002. Din 2002 până în 2007, a ocupat funcția de comandant al forțelor specializate, comandant adjunct al forțelor comune și director adjunct al secției Ministerului Apărării al Republicii Cehe.
În anii 2007–2009, a fost reprezentantul militar al Republicii Cehe la Uniunea Europeană la Bruxelles, iar ulterior, în anii 2010–2011, reprezentantul Republicii Cehe la Cartierul General Suprem al Puterilor Aliate ale Europei din Mons. Pavel a devenit general-maior în 2010 și general-locotenent în 2012. În 2011, a fost membru al comisiei de experți care a scris Cartea Albă a Apărării, evaluând statul și propunând măsuri pentru îmbunătățirea apărării Republicii Cehe.
Pavel a ocupat funcția de șef adjunct al Statului Major General al Forțelor Armate ale Republicii Cehe din iulie 2011 până în iunie 2012. La 1 iunie 2012 a fost avansat în funcția de șef al Statului Major General. În această funcție, a organizat cooperări între armată și cadre universitare și forumuri pe probleme de apărare și securitate.

### Președinția Comitetului Militar NATO
Ca general de armată, Pavel a fost nominalizat de guvernul ceh ca președinte al Comitetului militar al NATO în iulie 2014 și a fost ales în această funcție la Vilnius în septembrie 2014, învingând candidații din Italia și Grecia. A fost primul președinte al organizației care venea dintr-un stat membru al Pactului de la Varșovia. Mandatul său a început în 2015.
În timpul președinției sale, Pavel a pus în aplicare deciziile luate la summitul din 2014 din Țara Galilor, inclusiv Planul de acțiune pentru pregătire. El a restabilit dialogul cu Rusia, întrerupt după anexarea Crimeei, chiar dacă considera Rusia o amenințare majoră.
La sfârșitul mandatului său în 2018, secretarul general al NATO Jens Stoltenberg, căruia Pavel i-a fost consilier, l-a lăudat pentru că a condus Comitetul militar cu mare distincție într-o perioadă cheie din istoria NATO. Pentru activitatea sa în Comitetul Militar, Pavel a primit decorația Legiunea de Merit în grad de Comandant.

## Retragere din armată

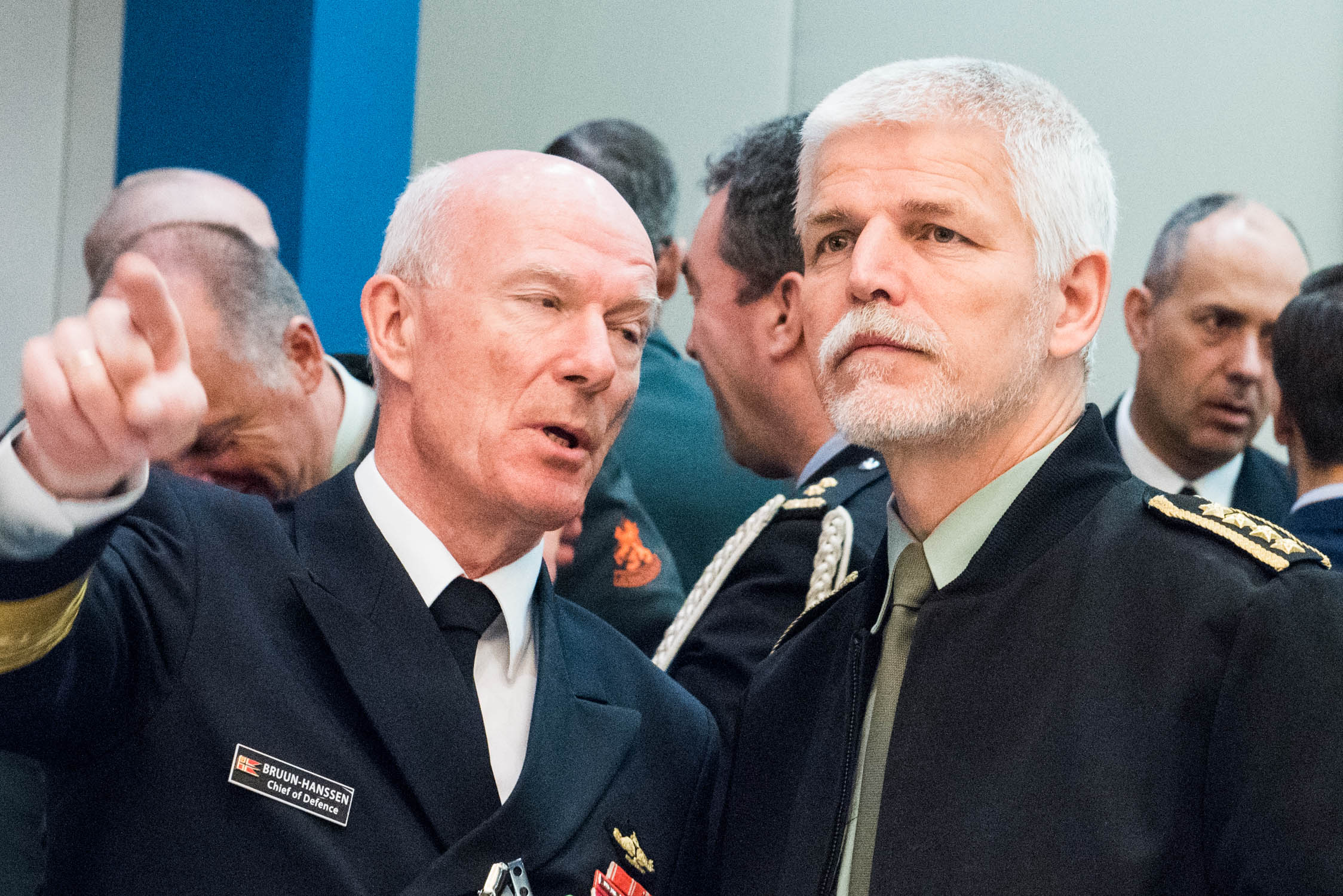
Șeful norvegian al apărării, Haakon Bruun-Hanssen, într-o discuție cu Pavel în 2016

După plecarea sa din armată în 2018, Pavel a devenit lector și consultant.
La 6 aprilie 2020, Pavel a lansat inițiativa Spolu silnější (Împreună mai puternici), cu scopul de a ajuta persoanele implicate în lupta împotriva pandemiei de COVID-19, în special prin strângere de fonduri (crowdfunding), asistență financiară pentru voluntarii care ajutau în spitale și creau instrumente medicale. De asemenea, inițiativa a avut ca scop pregătirea Republicii Cehe pentru crize viitoare.
Pavel a reunit diverși experți în inițiativă, inclusiv șeful Oficiului de Stat pentru Securitate Nucleară, Dana Drábová, omul de afaceri Martin Hausenblas, președintele Societății Cehe de Medicină de Urgență și Medicină de Dezastre Jana Šeblová și fostul guvernator al regiunii Olomouc Jan Březina. Pavel a început să călătorească în regiunile cehe și să adune informații despre lupta împotriva epidemiei de la experți, autorități și instituții. Pe baza constatărilor inițiativei, Pavel s-a întâlnit cu prim-ministrul Andrej Babiš pentru a-i prezenta un plan anticriză creat de inițiativă.
Unii comentatori politici precum Petr Holec și Ondřej Leinert au legat inițiativa de potențiala candidatură prezidențială a lui Pavel, constatând asemănări cu sloganul lui Hillary Clinton în timpul alegerilor prezidențiale din 2016 din Statele Unite.

## Campania prezidențială 2023

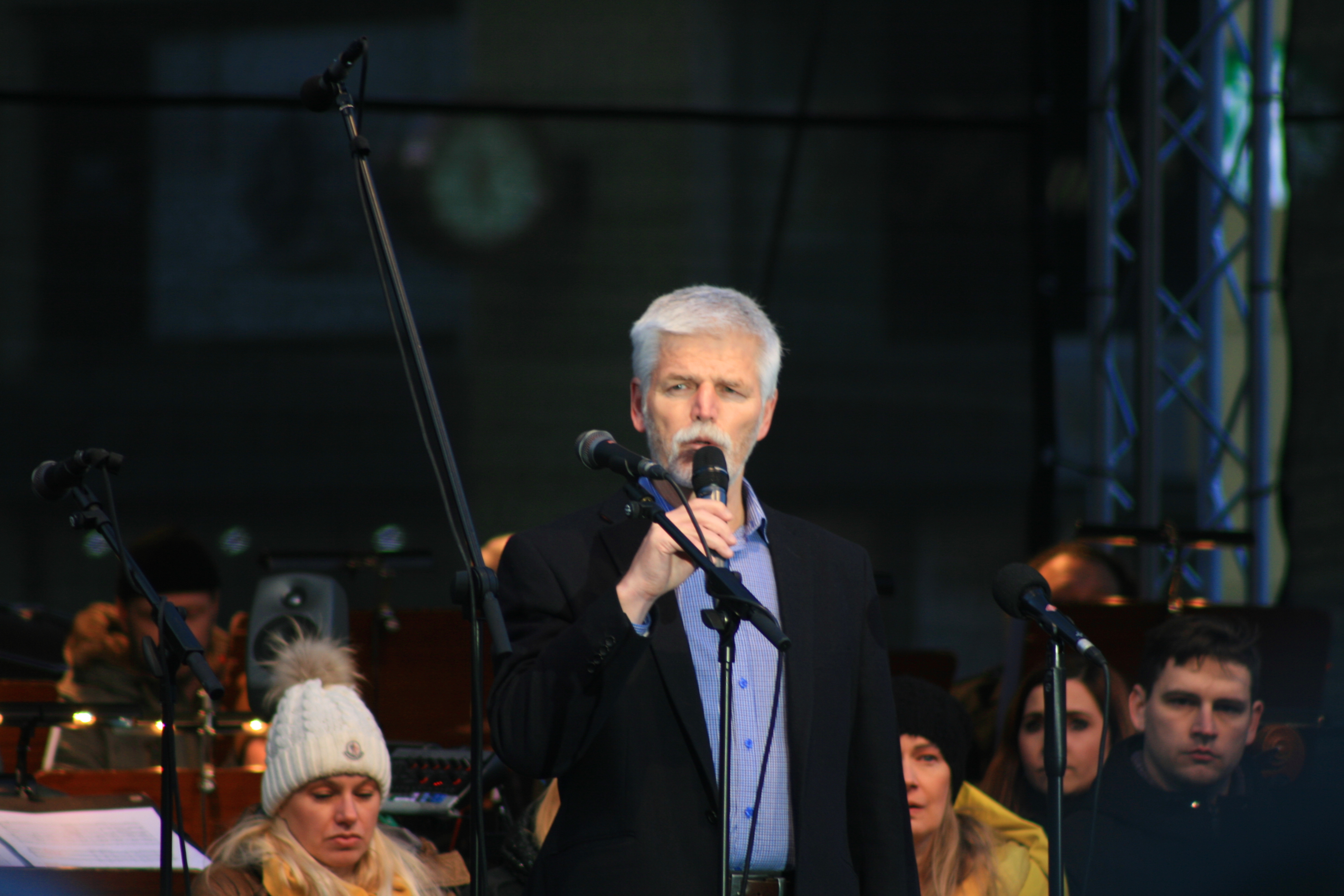
Pavel în timpul unui miting în sprijinul Ucrainei la Brno, martie 2022

În 2019 liderii Partidului Civic Democrat, KDU-ČSL, TOP 09, Primarii și Independenții și Partidul Piraților Cehi s-au întâlnit pentru a discuta potențialii candidați pentru următoarele alegeri prezidențiale. Conform rapoartelor de după întâlnire, Pavel a fost cel mai discutat candidat.
Pe 29 iunie 2022 Pavel și-a anunțat intenția de a candida la alegerile prezidențiale din Cehia din 2023. El a spus că vrea să câștige alegerile pentru ca Republica Cehă să nu fie jenată de președintele său. Pavel și-a lansat campania oficială pe 6 septembrie 2022, spunând că dorește „să readucă ordinea și pacea în Republica Cehă”, rulând pe o platformă pro-occidentală antipopulistă. Pe 4 octombrie 2022, el a fost unul dintre cei trei candidați susținuți de alianța electorală Spolu ( Partidul Civic Democrat, KDU-ČSL și TOP 09).
Prima rundă de alegeri a avut loc pe 13 și 14 ianuarie 2023. Pavel a primit 1.975.056 de voturi (35,4%). El a terminat cu puțin înaintea fostului prim-ministru ceh Andrej Babiš, cu care a avansat în turul doi. Pavel l-a învins pe Babiš în turul doi, primind 58,32% din voturi (3.358.926 voturi) față de 41,67% a lui Babiš. El i-a succedat președintelui Miloš Zeman în data 9 martie 2023.

## Opinii politice
În timpul campaniei prezidențiale, Pavel s-a descris drept „dreapta de centru, cu un puternic accent social”. El a spus că a votat pentru alianța de centru-dreapta Spolu la alegerile legislative cehe din 2021. El a discutat despre sprijinul politic din partea Spolu în primele etape ale candidaturii sale la președinție, declarând în cele din urmă că nu vrea să fie nominalizat, dar că ar fi binevenit aprobarea acestuia. Spolu l-a susținut în octombrie 2022 împreună cu alți doi candidați.
El a spus că a votat pentru Karel Schwarzenberg în ambele tururi ale alegerilor prezidențiale din 2013. În 2018 la alegerile prezidențiale a votat pentru Pavel Fischer în primul tur și Jiří Drahoš în al doilea.
Întrebat dacă ar fi luptat împotriva Occidentului în cazul unui război înainte de noiembrie 1989, Pavel a spus că „un soldat își apără țara și oamenii care trăiesc în ea. (…) fiecare soldat luptă pentru oamenii care îi plac și pentru care merită să-și sacrifice viața”.
El a sprijinit Ucraina în timpul invaziei ruse, pe care a descris-o drept „război împotriva sistemului de relații internaționale”, solicitând ajutor militar și umanitar. El a spus că Occidentul ar fi trebuit să acționeze mai puternic ca răspuns la invazie. El a susținut că, în urma anexării Crimeei și a controlului unor părți din Donbas de către separatiștii susținuți de ruși, Occidentul ar fi trebuit să stabilească coridoare protejate pentru civili impuse de OSCE. Odată începută invazia, el și-a exprimat părerea că armata rusă va fi capabilă să dețină ceea ce a ocupat, iar Ucraina nu va avea suficiente resurse pentru a respinge armata rusă, inclusiv din Crimeea, chiar și cu ajutorul țărilor occidentale.
Pavel a susținut în 2019 că oamenii bogați ar trebui să plătească taxe mai mari și că sprijină o redistribuire mai puternică a bogăției. El a citat țările scandinave drept inspirație. Pavel a susținut apartenența activă a Cehiei la UE și NATO, susține introducerea eutanasiei și respinge pedeapsa cu moartea.
Pavel are opinii progresiste și social liberale. El susține, de asemenea, căsătoriile între persoane de același sex și drepturile de adopție pentru persoanele homosexuale și a confirmat că nu va pune veto unei legi care să permită căsătoriile între persoane de același sex.
După alegerea sa ca președinte al Comitetului militar al NATO în 2014, Pavel a criticat „corectitudinea politică”, argumentând că aceasta creează un mediu în care responsabililor li se spune doar ceea ce vor să audă. El a spus că în timpul mandatului său ca președinte al Comitetului militar al NATO a văzut mulți șefi de stat major care nu au putut să numească problemele pe numele lor corect din cauza corectitudinii politice.
În urma răspândirii dezinformării că Cehia ar fi mobilizată și direct implicată în războiul din Ucraina dacă ar câștiga, datorită trecutului său militar, Pavel a declarat:
„Sțiu ce este un război și cu siguranță nu îmi doresc unul pentru nimeni. Primul lucru pe care o să-l fac este să încerc să țin țara cât mai departe de război. Dar nu spun că a ține țara departe de război înseamnă să accepți lucrurile rele care se întâmplă. Pentru că dacă doar stăm și ne uităm, războiul ca veni și la noi. (...) Soldații nu încep războaie. Politicienii încep războaie iar soldații le rezolvă pentru ei.”

## Viață personală
Petr Pavel vorbește cehă, engleză, franceză și rusă. Are doi fii cu prima lui soție, Hana, de care e divorțat. Este căsătorit cu a doua sa soție, Eva.
Înainte de 2012 Pavel s-a mutat la Černouček, unde locuiește de atunci.
Pavel deține un permis de port-armă ascunsă.

## Onoruri

### Onoruri naționale

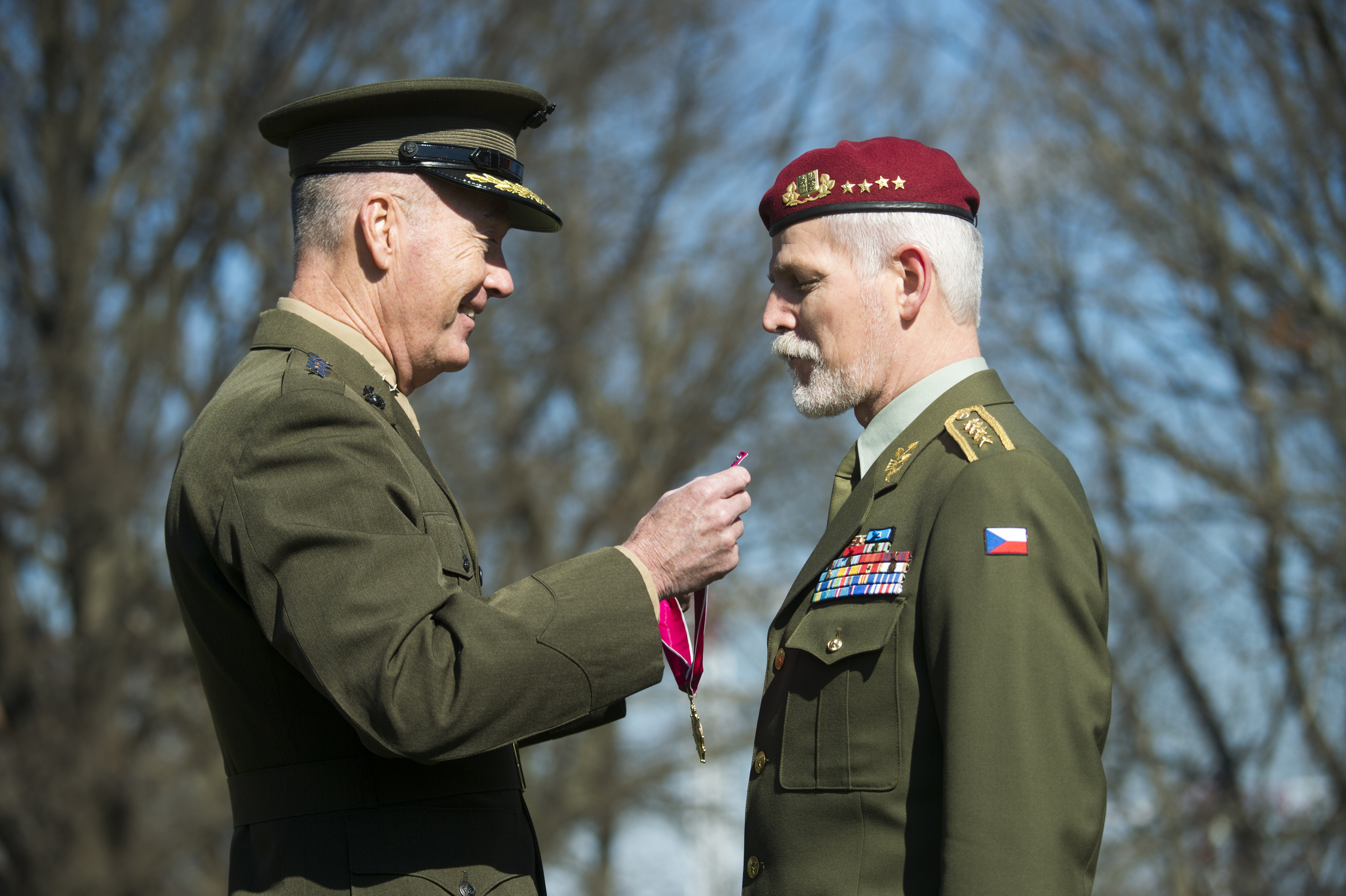
Președintele șefilor de stat major Joseph Dunford îl onorează pe Pavel în 2018

- Republica Cehă: Medalia pentru Servicii Patriei (1988)
- Republica Cehă: Medalia pentru eroism (1995)
- Republica Cehă: Medalia pentru servicii în Forțele Armate ale Republicii Cehe
- Republica Cehă: Medalia Forțelor Armate ale Republicii Cehe cl. I, II și III
- Republica Cehă: Crucea de merit a Ministerului Apărării al Republicii Cehe, cl. II și III
- Republica Cehă: Medalia Ministerului Apărării al Republicii Cehe pentru servicii în afara țării cl. III
- Republica Cehă: Medalia comemorativă de onoare Pentru Servicii aduse Păcii
- Republica Cehă: Crucea Apărării Statului din partea Ministrului Apărării din Republica Cehă (2018)

### Onoruri internaționale
- Națiunile Unite: Medalia Națiunilor Unite „În Serviciul Păcii” – UNPROFOR (1995)
- Franța: Croix de Guerre cu Steaua de bronz (1995)
- Franța: Ofițer al Legiunii de Onoare (2012)
- Bulgaria: Medalia de onoare „Sfântul Gheorghe” cl. I a Ministerului Apărării (2017)
- Belgia: Marea Cruce a Ordinului Coroanei (2018)
- Statele Unite: Legiunea de Merit în grad de Comandor (2018)